# Лапинський Яків Наумович
Яків Наумович Лапинський (7 січня 1928, Умань — 30 січня 2020) — радянський, український композитор, педагог. Заслужений діяч мистецтв України (1991).

## Твори
- вокально-симфонічні
- ораторія «В космос!» (сл. В. Коротича, 1964),
- сюїта «Українські акварелі» (сл. М. Гірника, 1965),
- «В моїм серці весна» (сл. О. Новицького, 1964),
- Концерт для голосу з оркестром (1961),
- «Ми сонцем повінчані» (сл. В. Науменка, 1972);

для симфонічного оркестру
- поема «Сталінградська битва» (1955),
- симф. картина «Свято» (1959),
- сюїта «Антарктида» (1962),
- поема «Дніпро» (1963),
- увертюри -«Промениста» (1967), «Святкові звучання» (1977),
- 2 симфонії (1972, 1978),
- симфонічні поеми;

концерти для інструментів з оркестром
- «Українські наспіви» (1972) для скрипки
- для 3-х труб (1994),
- 3 для баяна (1971, 1972, 1980 — «Веснянка»),
- 2 для гітари (1985 — «В стилі ретро», 1987 -«Концерт-колядка»),
- для бандури (1990),
- для маримбафону (1990)

для арфи — «Веснянка» (1978);
Інше
- диптих «Купальська ніч» і «Купальські ігрища» (1979) для ансамблю скрипок;
- п'єси для струнного квартету (1958);
- Укр. концертний марш для естрадного оркестру (1985),
- Увертюра для джаз-оркестру (1965);
- Поема (1955) для фортепіано,
- Варіації, прелюдії;
- Вокаліз «Дзвіночки» для хору без супр.;
- пісні;
- Музика до хореографічних картин;
- Музика до художніх фільмів:
  - «Туманність Андромеди» (1967)
  - «Щовечора після роботи» (1973)
  - «За п'ять секунд до катастрофи» (1977)
  - «Жінки жартують серйозно» (1989)
  - телекартини «Альбом для малювання» (1965);
- Музика до мультфільмів:
  - «Супутник королеви» (1962)
  - «Непосида, М'якуш і Нетак» (1963)
  - «Навколо світу мимоволі» (1972)
  - «Людина і слово» (1973)
  - «Обережно — нерви!» (1975)
  - «Казка про Івана, пана та злидні», «Пригоди коваля Вакули» (1977)
  - «Лінь», «Рокіровка», «Чумацький шлях» (1979)
  - «Таємниця приворотного зілля» (1980)
  - «І сестра їх Либідь», «Нещаслива зірка» (1981)
  - «Жили-були думки», «Миколине багатство» (1983)
  - «Джордано Бруно» (1984)
  - «Золотий цвях» (1986)
  - «Неслухняна мама» (1989) та ін.

## Дискографія
грамплатівки LP (усі — фірма «Мелодия») —
- «Я — маленькая», сл. В. Науменко: вок. анс. «Мрія», рук. — И. Поклад. — 1968. — Д—00021575-76;
- «Кожного ранку», сл. В. Науменко: В. Купріна. — 1969. — Д—00026943-44;
- Концерти № 1 і N° 2 для баяна з орк.: В. Бесфамільнов (баян) і симф. орк. Укр. радіо і ТБ, диригенти — В. Гнєдаш і А. Власенко. — 1977. — М10—40303—04.